# Diallagmogon testaceus
Diallagmogon testaceus är en mångfotingart som beskrevs av Carl Graf Attems 1909. Diallagmogon testaceus ingår i släktet Diallagmogon och familjen Gomphodesmidae. Inga underarter finns listade i Catalogue of Life.